# مصائب شیطان (فیلم)
مصائب شیطان (انگلیسی: The Sorrows of Satan) فیلمی آمریکایی در سبک فانتزی به کارگردانی دیوید وارک گریفیت است که در سال ۱۹۲۶ منتشر شد. از بازیگران آن می‌توان به آدولف منژو، ریکاردو کورتز، کارول دمپستر و ویلفرد لوکاس اشاره کرد.